# Buckethead
Buckethead (dt. Eimerkopf) ist der Künstlername des US-amerikanischen Gitarristen Brian Patrick Carroll (* 13. Mai 1969 in Huntington Beach). Buckethead arbeitet vorwiegend als Solist, hat aber auch mit einer Reihe bekannter Musiker zusammengearbeitet, darunter Guns N’ Roses (von 2000 bis 2004) sowie Bill Laswell, Bootsy Collins, Les Claypool und Serj Tankian. Nach Einschätzung des Musikjournalisten Wolf Kampmann gilt er „als einer der schnellsten Gitarristen der Welt, der unter rasenden Endlosläufen waghalsigste Fusionen von Speed Metal, Techno und Jazz herstellt.“ Hannes Fricke bezeichnet ihn als „Spezialist[en] für Thrash Metal, Funk und Ausflüge in den Jazz“.

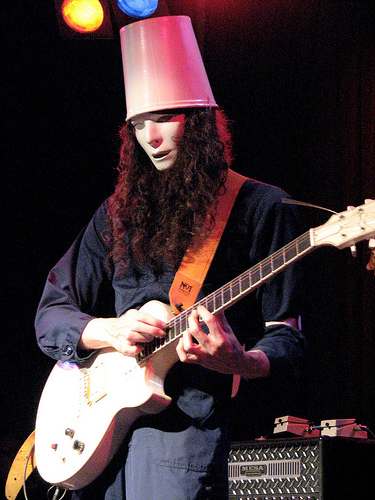
Buckethead live 2008

## Karriere

### Frühe Jahre
1988 reichte der junge Brian Carroll einen Demosong namens Brazos beim amerikanischen Guitar Player Magazin ein. Der Journalist Jas Obrecht wurde so auf das Talent aufmerksam und die beiden freundeten sich an. Im Haus von Obrecht entstanden bald die Aufnahmen zu Young Buckethead und Acoustic Shards, die jedoch erst 15 Jahre später erscheinen sollten. Nach einigen selbst veröffentlichten Demos, Auftritten mit seiner Band Deli Creeps und Mitwirkungen an Veröffentlichungen von z. B. Henry Kaiser, Will Ackerman sowie dem Improvisationsprojekt Company 91 von Derek Bailey erschien 1992 auf dem Label Avant von John Zorn das Debütalbum Bucketheadland.

### Bill Laswell und Bryan Mantia
Dies brachte ihn in den Dunstkreis von Bill Laswell, der mit ihm und dem Drummer Bryan Mantia (Limbomaniacs, später bei Primus und Guns N’ Roses) das Speeddubprojekt Praxis startete. Bis zum Jahre 2000 arbeitete Buckethead, teils mit Laswell, teils mit Mantia oder anderen an diversen Soloprojekten und dem Sideprojekt Death Cube K (Anagramm für Buckethead) und wirkte auf einer Vielzahl von Veröffentlichungen aus dem Umfeld Laswells mit, darunter Alben von Bernie Worrell, Tony Williams, Julian Schnabel, Anton Fier, Jonas Hellborg und Jon Hassell. Höhepunkte waren neben den Auftritten und Studioaufnahmen von Praxis die Zusammenarbeit mit Bootsy Collins am Projekt Zillatron 1993 sowie sein bislang bestverkauftes Album Monsters & Robots 1999, das mit vergleichsweise aufwändiger Promotion veröffentlicht wurde. Gegen Ende des Jahrzehnts begann auch eine sehr fruchtbare Freundschaft mit dem Schauspieler und Musiker Viggo Mortensen. Erwähnenswerte Veröffentlichungen der beiden sind Pandemoniumfromamerica und Intelligence Failure, welche sich u. a. mit dem Irakkrieg und der amerikanischen Regierung unter George W. Bush auseinandersetzen.

### Guns N’ Roses, Les Claypool und Serj Tankian
Nachdem Buckethead bereits 1992/93 als Nachfolger von John Frusciante bei den Red Hot Chili Peppers im Gespräch war, erreichte er schlagartig eine größere Bekanntheit, als ihn Axl Rose 2000 als Ersatz für Slash zu Guns N’ Roses rief. Die Verzögerung des Albums Chinese Democracy sowie ausbleibende Auftritte bewegten den Gitarristen 2004 zum Ausstieg. Wenig später erwog Ozzy Osbourne eine Zusammenarbeit, konnte sich aber mit der Maskierung Bucketheads nicht anfreunden. Stattdessen intensivierten Buckethead und Les Claypool die Gruppe Colonel Claypool’s Bucket of Bernie Brains, welche schon 2002 als Ersatz für Praxis mit Claypool anstatt Laswell am Bass einige Konzerte gespielt hatte. Nach dem Album The Big Eyeball in the Sky und der anschließenden Tour unterschrieb Buckethead einen Vertrag beim Label Serjical Strike von Serj Tankian, dem Sänger von System of a Down, wo 2005 das Album Enter The Chicken erschien. Vertreten waren so unterschiedliche Musiker wie Serj Tankian selbst, Laswells Frau Gigi, Saul Williams, Efrem Schulz, Azam Ali sowie Maximum Bob, der Sänger von Bucketheads alter Gruppe Deli Creeps. Eine erste reguläre CD namens Dawn Of The Deli Creeps erschien ebenfalls 2005.

### Travis Dickerson
Die Großzahl von Bucketheads Veröffentlichungen im neuen Jahrtausend wird jedoch von dem Keyboarder Travis Dickerson übernommen, mit dem der Gitarrist in Projekten wie der Jazz-Rock-Formation Thanatopsis, den kurzlebigen Gorgone und Cobra Strike oder auch der von Bill Moseley angeführten Band Cornbugs zusammenarbeitete. Über den Webshop von TDRS (Travis Dickerson Recording Studios) sind neben neuen Alben auch vergriffene Veröffentlichungen als Download erhältlich. Außerdem werden einige ältere CDs von Death Cube K oder Arbeiten mit Shin Terai im Vertrieb angeboten.
2006 überarbeitete Buckethead seinen Song „Jordan“ für das Computerspiel Guitar Hero 2, die Urversion mit Sprachsamples von Michael Jordan namens „Jump Man“ erschien bereits 1999 auf „Monsters & Robots“.

### Veröffentlichungsoffensive 2007
Eine große Zahl an Veröffentlichungen gab es im Jahr 2007: Neben den regulären Alben wie Pepper’s Ghost und Decoding The Tomb Of Bansheebot veröffentlichte Buckethead im Februar eine streng limitierte Edition namens In Search of The, die aus 13 CDs mit vom Künstler selbst bemalten Hüllen bestand. In ähnlicher Form erschienen auch DCK (von Death Cube K), die Wiederveröffentlichung des 1991 aufgenommenen Demos Bucketheadland Blueprints sowie Cyborg Slunks, welches stilistisch eine Fortsetzung von In Search of The ist. Kevin's Noodle House, eine Zusammenarbeit mit Bryan Mantia und das 5-CD-Set Monolith (von Death Cube K) rundeten das Jahr ab, bevor am 1. Januar in Japan Profanation (Preparation For A Coming Darkness), das neue Album von Praxis, erschien. Darauf vertreten sind, Enter The Chicken nicht unähnlich, verschiedene Gastsänger wie Iggy Pop, Mike Patton, Serj Tankian und Maximum Bob.

### Ab 2008
Im Februar 2008 gab Buckethead die ersten regulären Konzerte seit 2006 und tourte über weite Strecken des Jahres durch die Vereinigten Staaten. Am 16. Februar kündigte Jas Obrecht im offiziell anerkannten Forum von Buckethead.tk die Veröffentlichung der CD „From The Coop“ an, einer Sammlung von Demos aus dem Jahr 1988, die am 9. März erschien.
Running after Deer von Alix Lambert und Travis Dickerson, auf dem auch Buckethead zu hören ist, wurde am 15. August veröffentlicht.
Im September erschienen drei weitere CDs, darunter ein an das Bandprojekt Thanatopsis erinnerndes Album mit Mantia und Dickerson (The Dragons of Eden), eine experimentelle Kooperation mit dem Tourpartner That 1 Guy als Frankenstein Brothers (Bolt On Neck) sowie eine Solo-CD (Albino Slug) im Stile der Vorgänger Pepper's Ghost und Decoding the Tomb of Bansheebot. Bolt On Neck und Albino Slug waren bis Dezember nur bei den Konzerten erhältlich.
Ende Oktober folgte Junkyard Waltz von Freekbass mit Beteiligung des Gitarristen sowie das Debütalbum von Science Faxtion (u. a. mit Brain und Bootsy Collins), zuerst als Download. Am 23. November folgte die Veröffentlichung von Chinese Democracy, dem lange verzögerten sechsten Studioalbum von Guns N’ Roses. Buckethead ist auf zwölf der Titel zu hören, obwohl er zum Zeitpunkt der Veröffentlichung bereits mehr als vier Jahre kein Mitglied der Band mehr war.
Außerdem wirkte der Gitarrist an dem von Bootsy Collins initiierten Sampler Fallen Soldiers Memorial zugunsten der Fallen Heroes Foundation mit.
Am 30. Januar 2009 erschien das 25. Soloalbum Slaughterhouse on the Prairie, produziert von Dan Monti. Im März 2009 wurde das bereits 2001 aufgenommene Album A Pleasant Fiction von Meridiem, ein Projekt des Sängers Percy Howard, auf dem englischen Label Voiceprint wiederveröffentlicht. Ende April 2009 wurde auf der Website von TDRS das 26. Soloalbum A Real Diamond in the Rough für Mai angekündigt. Wenig später begann die Auslieferung. Schlagzeuger Bryan Mantia ist auf drei Stücken zu hören.
Am 5. Juli wurde 10 Tage nach dem Tod von Michael Jackson ein Tribute-Song mit dem Namen „The Homing Beacon“ auf Bucketheads Homepage veröffentlicht.

### 2010–2013: Krankheit, Rückkehr undPikes-Veröffentlichungen
Das Jahr 2010 begann Buckethead mit der Veröffentlichung des Albums Shadows Between the Sky. Im gleichen Monat veröffentlichte der renommierte Gitarrenhersteller Gibson die „Buckethead Signature Les Paul“.
In den Folgemonaten wurde es krankheitsbedingt ruhiger um Buckethead. Auf seiner Webseite verkündete er, dass es sich um einen Bandscheibenvorfall handelte.
Dennoch veröffentlichte er bereits im Juli das 5-teilige, limitierte CD-Set Best Regards, auf dem er zusammen mit Brain und Melissa Reese zu hören ist.
Im Oktober 2010 erschien sein 29. Soloalbum Captain EO's Voyage, welches musikalisch an A Real Diamond in the Rough anknüpft. Mit dem Titel und dem Cover des Albums bezieht er sich auf sein Idol Michael Jackson und dessen Film Captain EO.
Im März 2011 veröffentlichte Buckethead die Single The Rising Sun, die ausschließlich als Download erworben werden kann und deren gesamte Einnahmen an die Opfer der Erdbebenkatastrophe in Japan gespendet werden.
Ab Mai 2011 wurden dann mehrere Soloalben im Rahmen der neuen Buckethead Pikes-Serie veröffentlicht, die (als CD-Version) ausschließlich über die dazugehörige Website bezogen werden können. Bei Buckethead Pikes handelt es sich um einen fiktiven Kioskladen in Bucketheadland. Bisher (Stand: März 2023) umfasst die Bucketheadland-Pikes-Serie 343 Studioalben und 133 Livealben, von denen die ersten fünf noch 2011 veröffentlicht wurden: It's Alive, Empty Space, 3 Foot Clearence (zuvor in einer limitierten Auflage als Happy Holidays From Buckethead verfügbar), Underground Chamber und Look Up There. Außerdem wirkte Buckethead 2011 zusammen mit Lawson Rollins an dessen Album Elevation mit.
Im Dezember 2011 wurde das Album Electric Sea als direkte Fortsetzung des Electric Tears Albums von 2002 angekündigt. Das Album erschien am 21. Februar 2012 und enthält neben Eigenkompositionen auch Cover-Versionen von Johann Sebastian Bach (La Gavotte) und Alfredo Catalani (La Wally) sowie das bereits zuvor veröffentlichte Stück The Homing Beacon. Des Weiteren folgten im Jahr 2012 mit Balloon Cement, The Shores of Molokai, Racks, March of the Slunks und The Silent Picture Book fünf weitere Buckethead-Pikes-Alben.
Das 11., 12. und 14. Album der Pikes-Serie wurden am 26. März bzw. am 13. und 30. April 2013 jeweils in limitierter Auflage als handsignierte CD-R veröffentlicht. Eine reguläre Veröffentlichung der drei Alben ist angekündigt. Am 13. Mai folgte die gemeinsame Veröffentlichung des 13. und 15. Pikes Albums, wobei letzteres wiederum zunächst in limitierter Auflage (handsignierte CD-R) erschien.
Die reguläre Version des 11. Pike-Albums wurde am 4. Juni 2013 unter dem Titel  Forgotten Library  veröffentlicht. Außerdem wurden das 15., 16. und 17. Album der Pikes-Serie wiederum zunächst in limitierter Auflage (handsignierte CD-R) veröffentlicht.
Ab da veröffentlichte Buckethead – Schlag auf Schlag – ein Pike-Album nach dem anderen. Nr. 18, 19, 20, 21, 22, 23, 24, 25 und 26 kamen innerhalb eines halben Jahres auf den Markt. Unklar ist bisher, warum von den neuen Pikes-Alben zunächst nur die Alben Pike 23, 24, 25 und 26 einen Titel und ein Cover erhielten. Die Alben Pike 12-22 wurden nur mit von Buckethead selbst gezeichneten Covern in limitierter Form unters Volk gebracht. Eine Besonderheit der zunächst ausgelassenen Pikes-Ausgabe Nr. 13 ist das Cover-Motiv, welches Buckethead bzw. Brian Carroll erstmals offiziell unmaskiert zeigt. Es handelt sich dabei um ein Foto des jungen Brian Carroll gemeinsam mit dessen Vater.

## Einflüsse und Inspiration
- Buckethead zählt Michael Jackson, Shawn Lane, Louis Johnson, Jennifer Batten, Joe Satriani sowie seinen Lehrer Paul Gilbert zu seinen frühen musikalischen Einflüssen.[21]
- Thematisch hat ihn die japanische Serie Giant Robo von Mitsuteru Yokoyama massiv geprägt, was in Alben wie Giant Robot (1994) oder Day Of The Robot (1996) mündete.
- Er besucht häufig das Disneyland Resort und erschuf auf Platten und seiner Homepage seinen eigenen Abusement Park „Bucketheadland“. Ein Album mit bekannten Songs aus verschiedenen Disney-Produktionen ist seit Jahren geplant.
- Auch eine Liebe zum Genre der Horror- und Splatterfilme ist unverkennbar. Das Schlächter-Image seiner Jugendband Deli Creeps wurde konsequent bei den Cornbugs (mit Bill Moseley, einem der Hauptdarsteller aus der Reihe Texas Chainsaw Massacre) fortgeführt.

## Leben
Über das Privatleben von Brian Carroll ist nahezu nichts bekannt. Eine offizielle Biografie gibt es nicht, zu seinem Gesamtkunstwerk gehört die Behauptung, er sei in einem Hühnerstall geboren und von Hühnern aufgezogen worden. In der Öffentlichkeit tritt er fast ausschließlich mit einer weißen Maske auf. Dazu trägt er einen umgedrehten Pappeimer auf dem Kopf. Meist ist dieser von der Fast-Food-Kette Kentucky Fried Chicken, teilweise zusätzlich mit einem Aufkleber mit der Aufschrift Funeral. Alternativ trägt er hin und wieder auch andere Maskierungen, z. B. wenn er bei Proben oder Aufnahmen gefilmt wird. Das lange Zeit einzige bekannte Foto von ihm ohne Maske stammt aus dem Guitar Player Magazine, das 1988 den Beginn seiner Karriere einläutete. Auf der Young Buckethead (Volume 1) DVD ist ein Clip enthalten, der den jungen Brian Carroll mit einer transparenten Maske bekleidet zeigt und somit sein Gesicht nahezu unverschleiert erkennen lässt.
Interviews gibt er nur sehr selten und spricht dann meist über eine Handpuppe namens Herbie (selten Albert) in dritter Person von sich. Dies sorgte besonders während seiner Zeit mit Guns N’ Roses für Verwirrung bei einigen Journalisten.
Sein Vater Tom Carroll arbeitete als Athletic Director an der Damien High School in La Verne. Er starb im September 2014, im Alter von 84 Jahren, nach langer Krankheit. Brian hat drei Schwestern (Lynn, Lisa und Laurie) sowie einen Bruder (John).

## Diskografie (Auswahl)

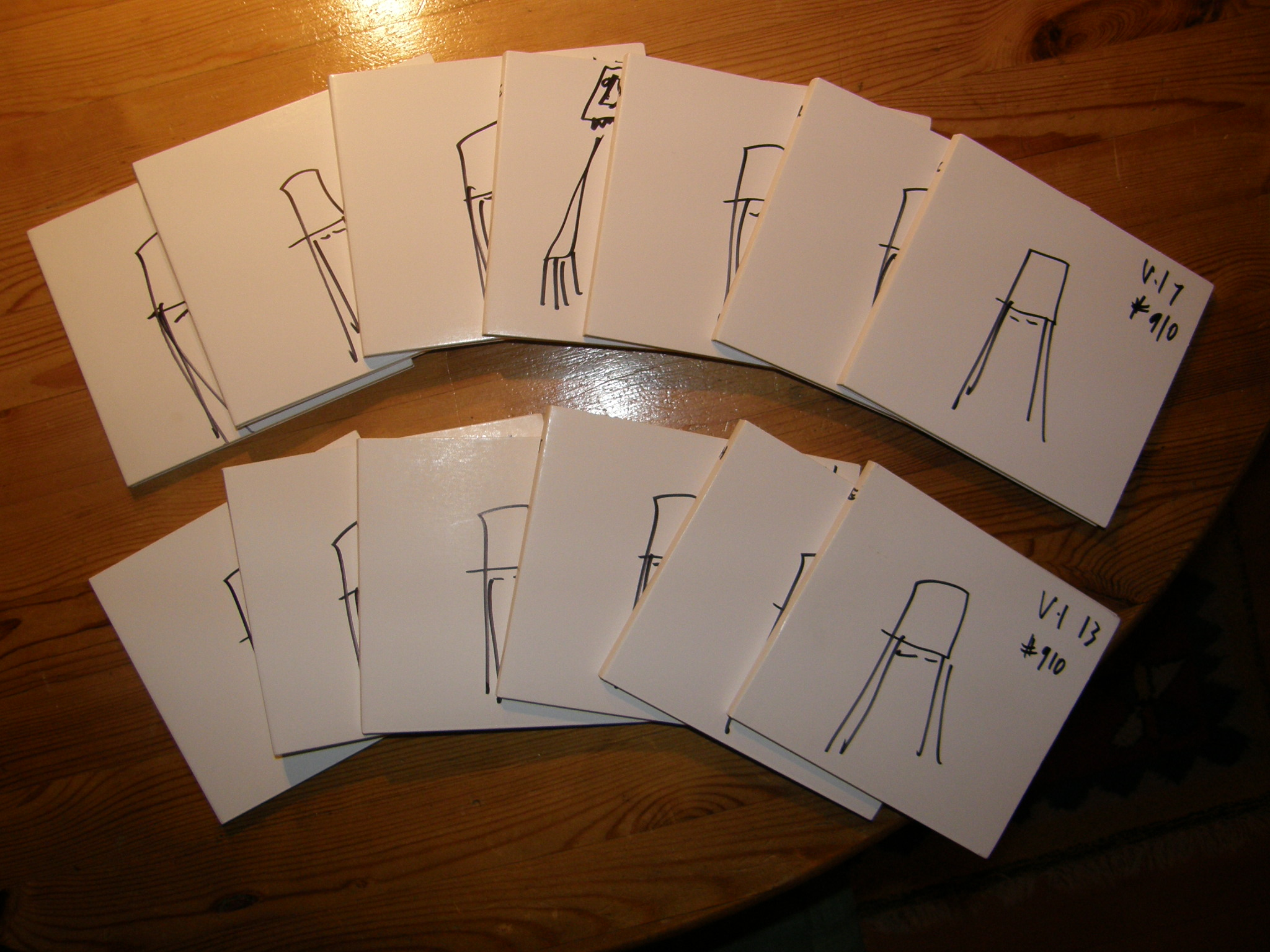
In Search of The Box Set

Folgende Liste enthält nur die bisher erschienenen Soloveröffentlichungen.
Für die komplette Diskografie 

### Soloveröffentlichungen
- Giant Robot (Demo Tape) (1991)
- Bucketheadland Blueprints (Demo Tape) (1991) (2007 als limitierte und unlimitierte CD)
- Bucketheadland (1992)
- Giant Robot (1994)
- Day of the Robot (1996)
- Colma (1998)
- Monsters and Robots (1999)
- KFC Skin Piles (nur als Vinyl) (2001)
- Somewhere Over the Slaughterhouse (2001)
- Bermuda Triangle (2002)
- Funnel Weaver (2002)
- Electric Tears (2002)
- Bucketheadland Vol. 2 (2003)
- Island of Lost Minds (2004)
- Cuckoo Clocks of Hell (2004)
- Population Override (2004)
- Kaleidoscalp (2005)
- Enter The Chicken (2005)
- Inbred Mountain (2005)
- Secret Recipe (DVD) (2005)
- The Elephant Man’s Alarm Clock (2006)
- Crime Slunk Scene (2006)
- Young Buckethead Vol. 1 & 2 (DVD) (2006)
- In Search Of The (13 CD-Rs in limitierter und unlimitierter Version) (2007)
- Pepper’s Ghost (2007)
- Acoustic Shards (2007, aufgenommen 1991)
- Decoding the Tomb of Bansheebot (2007)
- Cyborg Slunks (in limitierter und unlimitierter Version) (2007)
- From The Coop (2008, aufgenommen 1988)
- Albino Slug (2008)
- Slaughterhouse on the Prairie (2009)
- A Real Diamond in the Rough (2009)
- Forensic Follies (2009)
- Needle in a Slunk Stack (2009)
- Shadows Between the Sky (2010)
- Best Regards (5 CD-Rs in limitierter Version) (2010)
- Spinal Clock (2010)
- Captain EO’s Voyage (2010)
- Happy Holidays (limitierte Edition) (2010)
- Pike #1 – It’s Alive (2011)
- Pike #2 – Empty Space (2011)
- Pike #3 – 3 foot Clearence (reguläre Veröffentlichung von Happy Holidays mit leicht geänderter Track-Reihenfolge) (2011)
- Pike #4 – Underground Chamber (2011)
- Pike #5 – Look Up There (2011)
- Electric Sea (2012)
- Pike #6 – Balloon Cement (2012)
- Pike #7 – The Shores of Molokai (2012)
- Pike #8 – Racks (2012)
- Pike #9 – March of the Slunks (2012)
- Pike #10 – The Silent Picture Book (2012)
- Pike #11 – Forgotten Library (2013)
- Pike #12 – Propellar (2013)
- Pike #13    Untitled (2013)
- Pike #14 – The Mark of Davis (2013)
- Pike #15   View Master (2013)
- Pike #16 – The Boiling Pond (2013)
- Pike #17 – The Spirit Winds (2013)
- Pike #18   The Astrodome(2013)
- Pike #19 – Teeter Slaughter (2013)
- Pike #20 – Thaw (2013)
- Pike #21 – Spiral Trackway (2013)
- Pike #22 – Sphere Facade (2013)
- Pike #23 – Telescape (2013)
- Pike #24 – Slug Cartilage (2013)
- Pike #25 – Pancake Heater (2013)
- Pike #26 – Worms For The Garden (2013)
- Pike #27 – Halls of Dimension (2013)
- Pike #28 – Feathers (2013)
- Pike #29 – Splatters (2013)
- Pike #30 – Mannequin Cemetery (2013)
- Pike #31 – Pearsons Square (2013)
- Pike #32 – Rise of the Blue Lotus (2013)
- Pike #33 – Pumpkin (2013)
- Pike #34 – Pikes (2013)
- Pike #35 – Thank You Ohlingers (2013)
- Pike #36 – The Pit (2013)
- Pike #37 – Hollowed Out (2013)
- Pike #38 – It Smells Like Frogs (2013)
- Pike #39 – Twisterland (2013)
- Pike #40 – Coat of Charms (2013)
- Pike #41 – Wishes (2013)
- Pike #42 – Backwards Chimney (2014)
- Pike #43 (2014)
- Pike #44 – You Can’t Triple Stamp a Double Stamp (2014)
- Pike #45 – The Coats of Claude (2014)
- Pike #46 – Rainy Days (2014)
- Pike #47 – Roller Coaster Track Repair (2014)
- Pike #48 – Hide in the Pickling Jar (2014)
- Pike #49 – Monument Valley (2014)
- Pike #50 – Pitch Dark (2014)
- Pike #51 – Claymation Courtyard (2014)
- Pike #52 – Factory (2014)
- Pike #53 – City of Ferris Wheels (2014)
- Pike #54 – the Frankensteins monsters blinds (2014)
- Pike #55 – The Miskatonic Scale (2014)
- Pike #56 – Cycle (2014)
- Pike #57 – Night Gallery (2014)
- Pike #58 – Outpost (2014)
- Pike #59 – Ydrapoej (2014)
- Pike #60 – Footsteps (2014)
- Pike #61 – Citacis (2014)
- Pike #62 – Outlined for Citacis (2014)
- Pike #63 – Grand Gallery (2014)
- Pike #64 – Aquarium (2014)
- Pike #65 – Hold Me Forever (In memory of my mom Nancy York Carroll) (2014)
- Pike #66 – Leave the Light On (2014)
- Pike #67 – Abandoned Slaughterhouse (2014)
- Pike #68 – Assignment 033-03 (2014)
- Pike #69 (2014)
- Pike #70 – Snow Slug (2014)
- Pike #71 – Celery (2014)
- Pike #72 – Closed Attractions (2014)
- Pike #73 – Infinity Hill (2014)
- Pike #74 – Final Bend of the Labyrinth (2014)
- Pike #75 – Twilight Constrictor (2014)
- Pike #76 (2014)
- Pike #77 – Bumbyride Dreamlands (2014)
- Pike #78 (2014)
- Pike #79 – Geppetos Trunk (2014)
- Pike #80 – Cutout Animatronic (2014)
- Pike #81 – Carnival of Cartilage (2014)
- Pike #82 – Calamity Cabin (2014)
- Pike #83 – Dreamless Slumber (2014)
- Pike #84 – Whirlpool (2014)
- Pike #85 – Walk in Loset (2014)
- Pike #86 – Our Selves (2014)
- Pike #87 – Interstellar Slunk (2014)
- Pike #88 – Red Pepper Restaurant (2014)
- Pike #89 – The Time Travelers Dream (2014)
- Pike #90 – Listen for the Whisper' (2014)
- Pike #91 (2014)
- Pike #92 – The Splatterhorn (2014)
- Pike #93 – Coaster Coat (2014)
- Pike #94 – Magic Lantern (2014)
- Pike #95 – Northern Lights (2014)
- Pike #96 – Yarn (2014)
- Pike #97 – Passageways (2014)
- Pike #98 – Pilot (2014)
- Pike #99 – Polar Trench (2014)
- Pike #100 – The Mighty Microscope (2014)
- Pike #101 – In The Hollow Hills (2014)
- Pike #102 – Sideway Streets (2015)
- Pike #103 – Squid Ink Lodge (2015)
- Pike #104 – Project Little Man (2015)
- Pike #105 – The Moltrail (2015)
- Pike #106 – Forest of Bamboo (2015)
- Pike #107 – Weird Glows Gleam (2015)
- Pike #108 – Collect Itself (2015)
- Pike #109 – The Left Panel (2015)
- Pike #110 – Wall To Wall Cobwebs (2015)
- Pike #111 – Night of the Snowmole (2015)
- Pike #112 – Creaky Doors and Creaky Floors (2015)
- Pike #113 – Herbie Theatre (2015)
- Pike #114 – Glow in the Dark (2015)
- Pike #115 – Marble Monsters (2015)
- Pike #116 – Infinity of the Spheres (2015)
- Pike #117 – Vacuum (2015)
- Pike #118 – Elevator (2015)
- Pike #119 – Solar Sailcraft (2015)
- Pike #120 – Louzenger (2015)
- Pike #121 – Shaded Ray (2015)
- Pike #122 – The Other Side of the Dark (2015)
- Pike #123 – Scroll of Vegetable (2015)
- Pike #124 – Rotten Candy Cane (2015)
- Pike #125 – Along the River Bank (2015)
- Pike #126 – Tourist (2015)
- Pike #127 – Paint to the Tile (2015)
- Pike #128 – Tucked Into Dreams (2015)
- Pike #129 – Forever Lake (2015)
- Pike #130 – Down in the Bayou Part Two (2015)
- Pike #131 – Down the Bayou Part One (2015)
- Pike #132 – Chamber of Drawers (2015)
- Pike #133 – Embroidery (2015)
- Pike #134 – Digging Under the Basement (2015)
- Pike #135 – Haunted Roller Coaster Chair (2015)
- Pike #136 – Firebolt (2015)
- Pike #137 – Hideous Phantasm (2015)
- Pike #138 – Giant Claw (2015)
- Pike #139 – Observation (2015)
- Pike #140 – Hats and Glasses (2015)
- Pike #141 – Last Call for the E.P. Ripley (2015)
- Pike #142 – Nautical Nightmares (2015)
- Pike #143 – Blank Bot (2015)
- Pike #144 – Scream Sundae (2015)
- Pike #145 – Kareem’s Footprint (2015)
- Pike #146 – Carrotcature (2015)
- Pike #147 – Popcorn Shells (2015)
- Pike #148 – Invisable Forest (2015)
- Pike #149 – Chickencoopscope (2015)
- Pike #150 – Heaven Is Your Home (For My Father, Thomas Manley Carroll) (2015)
- Pike #151 – Fog Gardens (2015)
- Pike #152 – Carnival Cutouts (2015)
- Pike #153 – Whisper Track (2015)
- Pike #154 – The Cellar Yawns (2015)
- Pike #155 – Ancient Lens (2015)
- Pike #156 – Herbie Climbs a Tree (2015)
- Pike #157 – Upside Down Skyway (2015)
- Pike #158 – Twisted Branches (2015)
- Pike #159 – Half Circle Bridge (2015)
- Pike #160 – Land of Miniatures (2015)
- Pike #161 – Bats in the Lite Brite (2015)
- Pike #162 – Four Forms (2015)
- Pike #163 – Blue Tide (2015)
- Pike #164 – Ghoul (2015)
- Pike #165 – Orange Tree (2015)
- Pike #166 – Region (2015)
- Pike #167 – Shapeless (2015)
- Pike #168 – Ognarader (2015)
- Pike #169 – The Windowsill (2015)
- Pike #170 – Washed Away (2015)
- Pike #171 – A Ghost Took My Homework (2015)
- Pike #172 – Crest of the Hill (2015)
- Pike #173 – The Blob (2015)
- Pike #174 – Last House on Slunk Street (2015)
- Pike #175 – Quilted (2015)
- Pike #176 – 31 Days Til Halloween: Visitor From The Mirror (2015)
- Pike #177 – 30 Days Til Halloween: Swallen Glasses (2015)
- Pike #178 – 29 Days Til Halloween: Blurmwood (2015)
- Pike #179 – 28 Days Til Halloween: The Insides of the Outsides (2015)
- Pike #180 – 27 Days Til Halloween: Cavern Guide (2015)
- Pike #181 – 26 Days Til Halloween: Bogwitch (2015)
- Pike #182 – 25 Days Til Halloween: Window Fragment (2015)
- Pike #183 – 24 Days Til Halloween: Screaming Scalpt (2015)
- Pike #184 – 23 Days Til Halloween: Wax (2015)
- Pike #185 – 22 Days Til Halloween: I Got This Costume From The Sears Catalog (2015)
- Pike #186 – 21 Days Til Halloween: Cement Decay (2015)
- Pike #187 – 20 Days Til Halloween: Forgotten Experiment (2015)
- Pike #188 – 19 Days Til Halloween: Light in Window (2015)
- Pike #189 – 18 Days Til Halloween: Blue Squared (2015)
- Pike #190 – 17 Days Til Halloween: 1079 (2015)
- Pike #191 – 16 Days Til Halloween: Cellar (2015)
- Pike #192 – 15 Days Til Halloween: Grotesques (2015)
- Pike #193 – 14 Days Til Halloween: Voice From The Dead Forest (2015)
- Pike #194 – 13 Days Til Halloween: Maple Syrup (2015)
- Pike #195 – 12 Days Til Halloween: Face Sling Shot (2015)
- Pike #196 – 11 Days Til Halloween: Reflection (2015)
- Pike #197 – 10 Days Til Halloween: Residue (2015)
- Pike #198 – 9 Days Til Halloween: Eye On Spiral (2015)
- Pike #199 – 8 Days Til Halloween: Flare Up (2015)
- Pike #200 – 7 Days Til Halloween: Cavernous (2015)
- Pike #201 – 6 Days Til Halloween: Underlair (2015)
- Pike #202 – 5 Days Til Halloween: Scrapbook Front (2015)
- Pike #203 – 4 Days Til Halloween: Silent Photo (2015)
- Pike #204 – 3 Days Til Halloween: Crow Hedge (2015)
- Pike #205 – 2 Days Til Halloween: Cold Frost (2015)
- Pike #206 – Happy Halloween: Silver Shamrock (2015)
- Pike #207 – 365 Days Til Halloween: Smash (2015)
- Pike #208 – The Wishing Brook (2015)
- Pike #209 – Room of Illusions (2015)
- Pike #210 – Sunken Parlor (2015)
- Pike #211 – Screen Door (2015)
- Pike #212 – Hornet (2015)
- Pike #213 – Crumple (2015)
- Pike #214 – Trace Candle (2015)
- Pike #215 – Teflecter (2015)
- Pike #216 – Wheels of Ferris (2015)
- Pike #217 – Pike Doors (2015)
- Pike #218 – Old Toys (2015)
- Pike #219 – Rain Drops on Christmas (2015)
- Pike #220 – Mirror Realms (2016)
- Pike #221 – Cove Cloud (2016)
- Pike #222 – Out of the Attic (2016)
- Pike #223 – Dragging the Fence (2016)
- Pike #224 – Buildor (2016)
- Pike #225 – Florrmat (2016)
- Pike #226 – Happy Birthday MJ 23 (2016)
- Pike #227 – Arcade of the Deserted (2016)
- Pike #228 – The Creaking Stairs (2016)
- Pike #229 – Cabs (2016)
- Pike #230 – Rooftop (2016)
- Pike #231 – Drift (2016)
- Pike #232 – Lightboard (2016)
- Pike #233 – 22222222 (2016)
- Pike #234 – Coupon (2016)
- Pike #235 – Oneiric Pool (2016)
- Pike #236 – Castle On Slunk Hill (2016)
- Pike #237 – The Five Blocks (2016)
- Pike #238 – Attic Garden (2016)
- Pike #239 – The Mermaid Stairwell (2016)
- Pike #240 – Chart (2016)
- Pike #241 – Sparks in the Dark (2016)
- Pike #242 – Hamdens Hollow (2016)
- Pike #243 – Santa’s Toy Workshop (2016)
- Pike #244 – Out Orbit (2017)
- Pike #245 – Space Viking (2017)
- Pike #246 – Nettle (2017)
- Pike #247 – Rivers in the Seas (2017)
- Pike #248 – Adrift in Sleepwakefulness (2017)
- Pike #249 – The Moss Lands (2017)
- Pike #250 – 250 (2017)
- Pike #251 – Waterfall Cove (2017)
- Pike #252 – Bozo in the Labyrinth (2017)
- Pike #253 – Coop Erstown (2017)
- Pike #254 – Woven Twigs (2017)
- Pike #255 – Abominable Snow Scalp (2017)
- Pike #256 – Meteor Firefly Net (2017)
- Pike #257 – Blank Slate (2017)
- Pike #258 – Echo (2017)
- Bucketheadland 5 13 10 31 (2017)
- Pike #259 – Undersea Dead City (2017)
- Pike #260 – Ferry to the Island of Lost Minds (2017)
- Pike #261 – Portal to the Red Waterfall (2017)
- Pike #262 – Nib Y Nool (2017)
- Pike #263 – Glacier (2017)
- Pike #264 – Posesidon (2017)
- Pike #265 – Ride Operator Q Bozo (2017)
- Pike #266 – Far (2017)
- Pike #267 – Thoracic Spine Collapser (2017)
- Pike #268 – Sonar Rainbow (2017)
- Pike #269 – Decaying Parchment (2017)
- Pike #270 – A3 (2017)
- Pike #271 – The Squaring of the Circle (2017)
- Pike #272 – Coniunctio (2017)
- Pike #273 – Guillotine Furnace (2017)
- Pike #274 – Fourneau Cosmique (2018)
- Pike #275 – Dreamthread (2018)
- Pike #276 – Healing Inside Outside Every Side (2020)
- Pike #277 – Division is the Devil's Playground (2020)
- Pike #278 – Unexpected Journeys (2020)
- Pike #279 – Skeleton Keys (2020)
- Pike #280 – In Dreamland (2020)
- Pike #281 – The Sea Remembers Its Own (2020)
- Pike #282 – Toys R Us Tantrums (2020)
- Pike #283 – Once Upon A Distant Plane (2020)

## Filmmusiken
Gelegentlich arbeitete Buckethead auch an Filmmusiken, so u. a. an dem Schwarzenegger-Film Last Action Hero mit dem Komponisten Michael Kamen, Mortal Kombat mit George S. Clinton, John Carpenters Ghosts of Mars oder dem Horrorfilm Flesh For The Beast. Außerdem steuerte er ein Lied zum Soundtrack von Saw II bei und war an einem Song für den Soundtrack des Films Power Rangers – Der Film beteiligt.

## Ausrüstung

### Gitarren
- Gibson
  - Gibson Les Paul – 2009 Signature Model
  - Gibson Les Paul – 1959, sehr modifiziert, weiße Hardware, abgedeckte DiMarzio-High-Distortion-Pickups
  - Gibson Les Paul – 1969, sehr modifiziert, weiße Hardware, Killswitch, unabgedeckte DiMarzio-High-Distortion-Pickups
  - Gibson SG
  - Gibson SST
  - Gibson Chet Atkins[28]

- Jackson
  - Jackson Y2KV – „Coopwood“, umgebaut, spiegelverkehrte Kopfplatte, mit größerem Körper und Hals. Buckethead sagte, normale Gitarren sähen in seinen Händen aus wie Spielzeuge.
  - Jackson Y2KV – „KFC“, gleich wie die „Coopwood“, nur mit KFC-roten Strichen, Di Marzio-X2N-Pickups, Killswitch und Original-Floyd-Rose-Tremolo (das er nie benutzt)
  - Jackson – zweihalsiges Instrument aus Gitarre und Bass, angelehnt an der Flying-V-Bauweise

- ESP
  - ESP MII Custom – beim Konzert in Wetlands benutzt, kaputt gegangen, wie auf einem seiner Binge Clips zu sehen ist

- Heartfield (von Fender)
  - Heartfield-Talon-Modell mit pinken DiMarzio-X2N-Pickups

- Steinberger
  - Steinberger GS „Kaiser's Gift“

- Ibanez
  - Ibanez Rocket Roll II von 1983 mit Floyd-Rose-Tremolo – in der Praxis-Ära benutzt

- Takamine
  - Akustische Gitarre

### Verstärker
- Peavey Renown
- Peavey 5150-Topteil auf einer Marshall-1960-Slant-4x12-Box
- Diezel Herbert
- Mesa/Boogie Triple Rectifier
- VHT-Pittbull-50-Watt-Topteile
- Matt-Wells-17,5-Watt-Topteil mit einer Harry-Kolbe-4x12-Box[28]

### Effekte
- DigiTech Whammy II (und IV)
- Dunlop Cry Baby 535q
- BOSS-TU-2-Stimmgerät (chromatisch)
- BOSS-NS-2-Noise-Gate
- BOSS RC-20 Loop Station
- BOSS OS-2 Overdrive/Distortion
- Roger Mayer Octavia
- DOD Electronics FX-25B Envelope filter
- Alesis MidiVerb II
- Roland-SE-50-Multi-Effekt
- Zoom-Multi-Effekte
- AnalogMan BicompROSSor
- MXR EVH phase 90
- Line 6 FM4 Filter Modeler
- Electro-Harmonix Micro Synthesizer[28]